# DAM (singolo)
DAM è un singolo del gruppo musicale Il Pagante, pubblicato il 9 settembre 2016 ed estratto dall'album in studio Entro in pass.

## Descrizione
Annunciata l'8 settembre 2016, la canzone viene pubblicata come singolo il giorno seguente nelle piattaforme digitali. Il 16 settembre esce il video ufficiale, caricato sul canale ufficiale dell'etichetta Warner Music Italy, registrato durante un viaggio dei membri del gruppo ad Amsterdam, città a cui è dedicato il testo. Nella clip vengono mostrati vari luoghi dove i giovani sono soliti far visita durante le vacanze nella città olandese, tra cui i coffee-shop, i musei e i Burger Bar, richiamati anche nel testo. I temi del brano hanno delle somiglianze con alcuni lungometraggi, tra cui Una notte da leoni e Notte prima degli esami. Il videoclip vede la partecipazione di Andrea Alongi ed è stato girato nel luglio del 2016.
Secondo la formazione del trio, il singolo descrive Amsterdam come un luogo dove si pensa solo al divertimento e dove si lasciano i doveri alle spalle, oltreché ad essere "il luogo della trasgressione", ossia dove è possibile utilizzare legalmente la cannabis.
DAM anticipa l'uscita del primo disco del gruppo Entro in pass, pubblicato il 16 settembre successivo per la casa discografica Warner Music Italy e contenente il pezzo come traccia numero dieci. È stata registrata negli Icarus Studio, mixato e masterizzato da Gigi Barocco per Studio 104. Il 21 ottobre 2016 esce il backstage che racconta la vacanza del trio e la realizzazione della clip ad Amsterdam.
Il singolo entra nella classifica singoli FIMI alla posizione numero 58 nella settimana d'uscita, per poi salire alla 43ª e raggiungendo la sua posizione massima. Rimane in classifica per sedici settimane. Successivamente, viene certificato disco di platino. Con la pubblicazione del secondo album del gruppo, Paninaro 2.0, viene registrato un seguito del brano dal titolo Dam 2, in featuring con MadMan.

## Tracce
1. DAM – 2:27 (Cremona)

## Formazione

### Gruppo
- Roberta Branchini - voce
- Federica Napoli - voce
- Eddy Veerus - voce

### Produzione
- Merk & Kremont e Sissa - produzione

## Classifiche
| Classifica (2016) | Posizione massima |
| ----------------- | ----------------- |
| Italia            | 43                |